# Cyriogonus simoni
Cyriogonus simoni är en spindelart som beskrevs av Lenz 1891. Cyriogonus simoni ingår i släktet Cyriogonus och familjen krabbspindlar.
Artens utbredningsområde är Madagaskar. Inga underarter finns listade i Catalogue of Life.